# London–Gatwick repülőtér
A London–Gatwick repülőtér (IATA: LGW, ICAO: EGKK) London második legnagyobb nemzetközi repülőtere és második legforgalmasabb légikikötője összes évi utasforgalom alapján a Heathrow után az Egyesült Királyságban. 2008-ban a világ 28. legforgalmasabb repülőtere volt utasszám szerint, és a 9. legforgalmasabb repülőtér a nemzetközi utasok száma alapján. Ez a világ legforgalmasabb egy-futópályás repülőtere.

## Fekvése
Gatwick 5 km-re északra fekszik Crawley kisváros (West Sussex megye) központjától, és 45,7 km-re délre London földrajzi középpontjától. A repülőtér üzemeltetője és tulajdonosa a BAA, akárcsak hat további másik brit repülőtér esetén, a BAA pedig egy nemzetközi konzorcium tulajdona, melynek fő részvényese a spanyol Ferrovial Group.

## Általános jellemzés
Az utasszám 2007-ben érte el a csúcspontját, amikor a repülőtér fennállása óta először több, mint 35 millió utast szolgált ki, ugyanakkor ez a szám 2008-ra 2,9%-kal 34.205.887-re csökkent. Az utasok 77,2%-a (26,4 millió) menetrend-szerinti járattal érkezett a repülőtérre, míg a maradék 22,8% (7,8 millió) nem menetrend-szerinti járattal utazott (pl. charter).
2008-ban ünnepelte a Gatwick a megalapításának 50. évfordulóját, hiszen a királynő 1958.06.09-én nyitotta meg.
Charter járatok nem indulnak a Heathrow repülőtérről, így a Gatwick a londoni bázisuk, míg a South-East (Délkelet) régiót is ez a légikikötő szolgálja ki. 1978 és 2008 között sok az Egyesült Államokból érkező és oda tartó járat használta a Gatwick-et a Heathrow repülőtéren érvényes Bermuda II megállapodás okozta megszorítások miatt. 2009 év közepe óta csak a Delta Air Lines gépei azok, amelyek a Gatwickre szállnak le és onnan szállnak fel.
A repülőtér a honos állomása az Aer Lingus, British Airways, EasyJet, Flybe és Virgin Atlantic Airways menetrendszerű légitársaságoknak, valamint a Monarch Airlines, Thomas Cook Airlines és Thomson Airways charter-társaságoknak.
A Gatwick repülőtér egyedi a többi reptérhez képest abban, hogy itt jelen van a három légiutasok kiszolgálására kidolgozott üzleti modell valamennyi képviselője, így például a full service (teljes ellátású szolgáltatás), a no frills (részleges ellátású szolgáltatás), valamint a charter (csak az utazás díját tartalmazza a viteldíj, nincs benne étkezés például).
A repülőtér rendelkezik a Polgári Légügyi Hatóság engedélyével (No P528), amely lehetővé teszi, hogy civil repülőgépek is fel-és leszállhassanak, valamint oktató repüléseket bonyolítsanak.
2008. szeptember 17-én a Versenyhivatal jelentése után, amely rámutatott, hogy a térségben a BAA egyeduralkodónak számít, a BAA bejelentette, hogy eladja a Gatwicket. A repülőtér vagyonértéke 1 575 milliárd font.
2009. október 21-én hozták nyilvánosságra, hogy egyezmény született a Gatwick repülőtér eladásáról a Global Infrastructure Partnersnek, amely a London-City repülőtér tulajdonosa is. Az eladási ár 1,51 milliárd font volt, melyből 55 millió font a repülőtér jövőbeli forgalomfejlesztésétől, valamint a tulajdonos jövőbeli törzsvagyonától függ.
Az adásvétel az Európai Unió jóváhagyására vár, a döntés pedig 2009 decemberben várható.

## Története
A Gatwick megnevezés 1241-re datálható, ekkortól ugyanis egy ilyen nevű földbirtok helyezkedett el a mai repülőtér helyén egészen a 19. századig.
A név az angol-szász szavak összeolvasztásából ered: gāt (goat), azaz kecske és wīc (tejgazdaság), így modernizált szövegkörnyezetben jelentése kecskefarm.
1891-ben a London-Brighton vasútvonal mentén egy lóversenypályát létesítettek, melyhez vasútállomás épült, illetve mellékvágány a lovak istállóihoz. Akadályversenyeket és síkterep-versenyeket (galopp és ügető) rendeztek itt. Az első világháború idején itt rendezték a Grand National (Nemzeti Nagydíj) versenyt.

### 1920-1945
1920-ban a lóversenypályával szomszédos terület (Hunts Green Farm) repülőtérként üzemelt, melyre a hivatalos engedélyt 1930. augusztusban kapta meg. A Surrey Aero Club ekkor megalakult és a telken álló épületet a klub központjaként kezdte használni. Két évvel később a Redwing Aircraft Company megvásárolta a területet és repülő-oktató iskolát kezdett üzemeltetni. A repülőteret versenyre készülő pilóták is használták. 1933-ban a területet eladták egy befektetőnek. A Légügyi Minisztérium kereskedelmi légi járatok közlekedését engedélyezte a repülőtéren. 1936-ban már menetrend szerinti járatok közlekedtek Gatwick és a kontinens között. Egy kör alakú terminál épületet építettek Frank Hoar tervei alapján, melyet aluljáró kötött össze a Gatwick lóversenypálya vasútállomással, így az utasok London Victoria pályaudvarról egészen a repülőgépekig tudtak utazni végig fedett körülmények között. Két halálos baleset megkérdőjelezte a repülőtér biztonságát 1936-ban, továbbá a terep gyakran ködös és nedvesedésre hajlamos volt. Az aluljáró eső idején rendszerint beázott és a víz felgyülemlett benne. 1937-ben, mivel hosszabb kifutópályára volt szüksége a British Airways gépeinek, illetve a fenti hátrányok miatt átköltözött végül a Croydon repülőtérre. Gatwick pedig újra a civil repülőgépek légikikötője maradt, illetve a Royal Air Force (Királyi Légierő) oktató iskolája üzemelt itt. Számos repülőgépek javításával foglalkozó cég költözött ide.
1939. szeptembertől a Királyi Légierő kisajátította a repülőteret és a repülőgépei javítására használta. Noha az éjszakai bombázók támaszpontja Gatwick lett, később repülőszázad működött itt, továbbra is a leginkább javítási-, karbantartási munkálatokra használták a repülőteret.

### 1945-1970

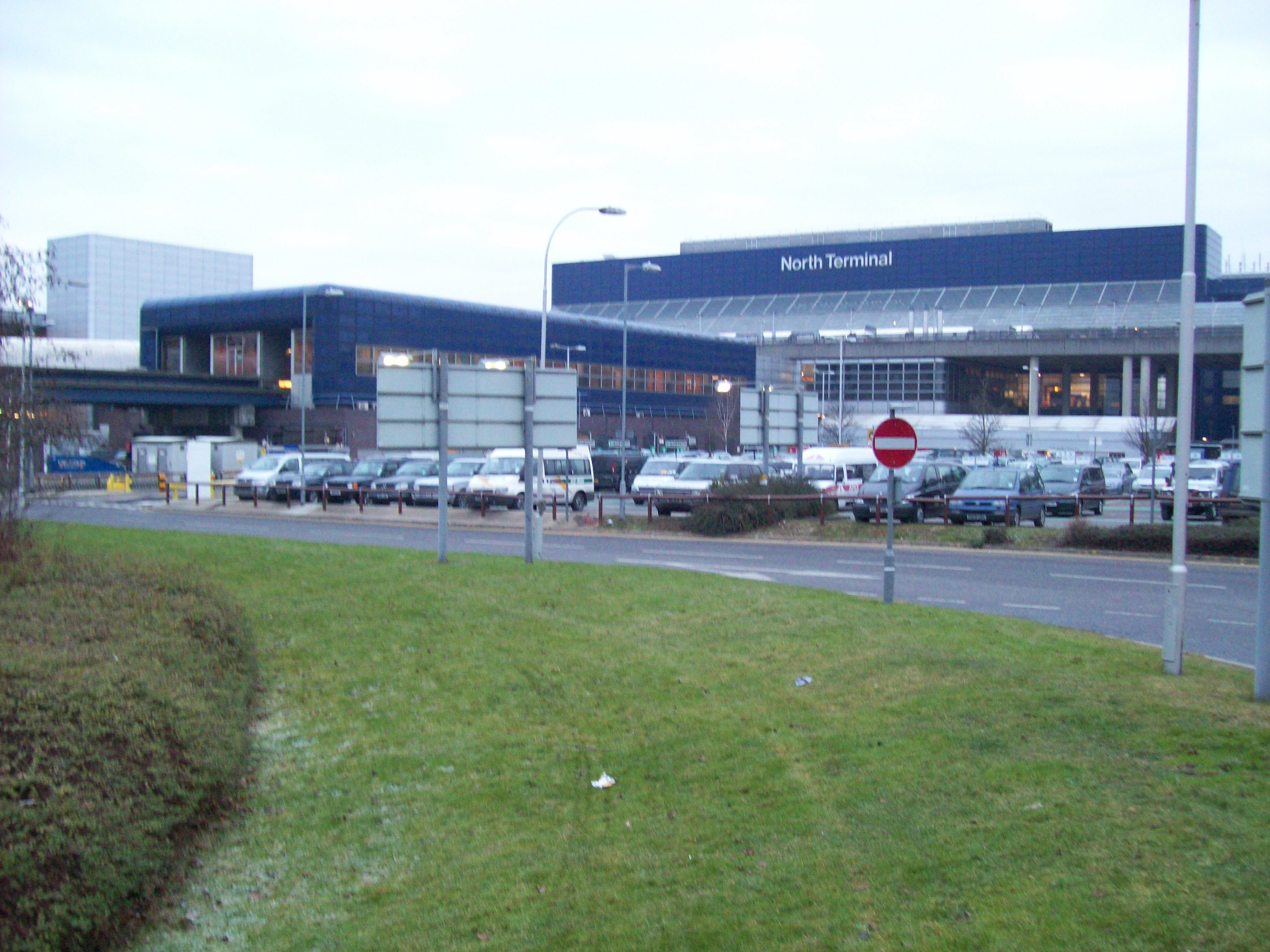
Az Északi-Terminál épülete a tranzit-vonat végállomásával

A második világháborút követően a karbantartási munkákat továbbra is itt végezték és a charter társaságok háborúból megmaradt üzemképes gépei kezdték használni a repülőteret. Többnyire teherforgalmat bonyolítottak innen bár a terület erősen vizesedett és ezért alacsony maradt a repülőtér forgalma. 1948 novemberében a tulajdonosok bejelentették, hogy a Királyi Légierő nem kívánja tovább használni a légikikötőt, így 1949-től a polgári repülés kiszolgálója maradt.
A Stanstead repülőtér lett a közkedvelt, mint London második légikikötője, így a Gatwick sorsa kapcsán kétségek merültek fel. A helyi hatóságok ellenzését figyelmen kívül hagyva a kormány úgy döntött, hogy a Gatwick a Heathrow alternatívája lesz. 1952. júliusban nagyszabású fejlesztési munkálatokat jelentettek be, ezért a repülőteret 1956 és 1958 között lezárták a 7,8 millió font értékű átalakítás végrehajtása miatt. A fejlesztési munkák kivitelezője az Alfred McAlpine vállalat volt. 1958. június 9-én II. Erzsébet királynő de Havilland Heron gépén a felújított Gatwickre repült és ünnepélyes keretek között megnyitotta azt. 1958. május 30-án, a hivatalos megnyitást megelőzte a Transair légitársaság kereskedelmi járatainak beindítása, a felújított repülőtér legelső érkező gépe pedig a Jersey Airlines de Havilland Heron típusú légcsavaros repülőgépe volt.
A fő terminálépület, amit ma South Terminalként (Déli Terminal) ismer az utazóközönség a kétéves felújítás során épült. 1962-ben további két terminálszárny (móló) épült.

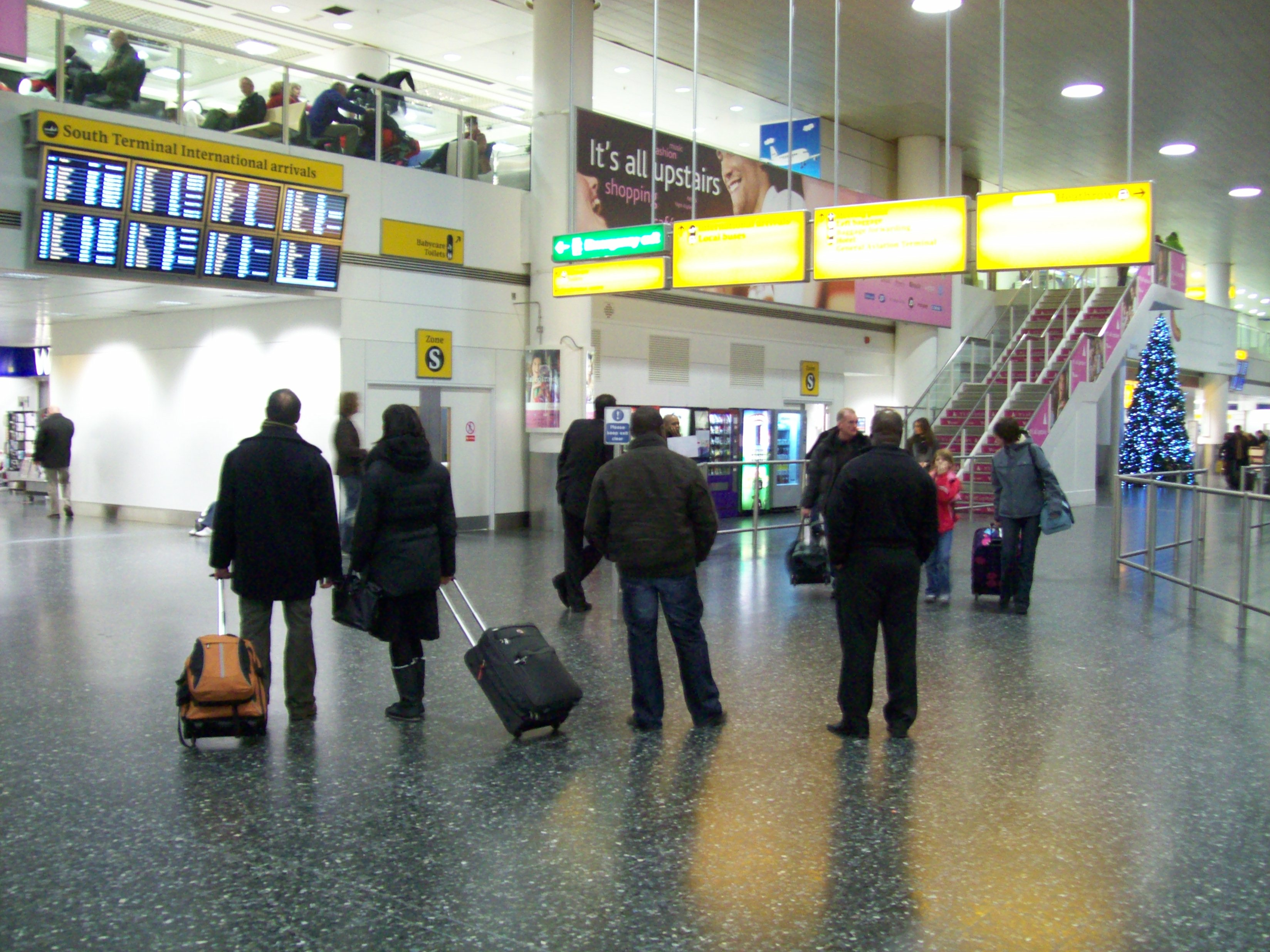
A Déli-Terminál érkezőcsarnoka

A Gatwick volt a világ legelső közvetlen vonat-összeköttetéssel rendelkező repülőtere, és egyike azon elsőknek, ahol mólók révén a repülőgépek egészen a terminálhoz közel parkolhattak, így az utasok mindössze rövid sétával lényegében fedél alatt jutottak az érkezőcsarnokba. Később, amikor a terminálszárnyakat felújították, az 1970-es évek végétől a ’80-as évek elejéig új, mozgatható-, kinyitható utashidakat szereltek fel. A British European Airways légitársaság rendszeres járatokat indított, és helikopterbázist alakított ki a Gatwicken. Az első távolsági járatok üzemeltetői a British West Indies Airways és a Sudan Airways voltak. A későbbi Blue Nile (Kék Nílus) járat Kartúm és London között a British United Airways Vickers Viscount típusú gépével üzemelt.
Az 1950-es évektől Nagy Britannia privát légitársaságainak nagy része a Gatwicken rendezkedett be. Az első a Transair volt, melyet az Airwork, majd a Hunting-Clan, legutóbb pedig a Morton Air Service követett. 1960 júliusában ezek egyesültek létrehozva a British United Airwayst. A ’60-as években a BUA volt az ország legnagyobb független légitársasága és egyben a Gatwick legnagyobb rezidens légi fuvarozó cége. Az évtized végére ez lett a repülőtér vezető menetrendszerű járatokat üzemeltető vállalata 71 000 km-nyi rövid-, középtávú és távolsági útvonalhálózatával Európa-szerte, Afrikába és Dél-Amerikába. Ezeket az utakat BAC 1-11 és Vickers VC-10 sugárhajtású gépeivel bonyolította.

### 1970-től napjainkig
1970. november végén a BUA tulajdonosa a skót charter vállalat, a Caledonian Airways lett. Az új vállalat a Caledonian/BUA nevet kapta, majd később, 1971-ben átkeresztelték British Caledonian névre. A BUA megvásárlásával a Caledonian egyben jogot szerzett arra is, hogy a charter tevékenységéből menetrendszerű járatok üzemeltetőjévé váljon. A BUA-val szerzett útvonalakon túl a ’70-es és ’80-as években járatokat indított Európába, Észak- és Nyugat-Afrikába, Észak-Amerikába, valamint a Közép- és Távol-Keletre. 1971. novemberben ez a terjeszkedés teremtette meg az első menetrendszerű járatot privát légitársaság üzemeltetésében London és Párizs között, továbbá az első nem állami üzemeltetésű légitársaság transzatlanti, menetrend szerinti járatát New York és Los Angeles felé 1971 áprilisában. 1980 augusztusában ezeket követte a hongkongi járat Dubaj érintésével
1972 novemberében a Laker Airways lett az első széles törzsű repülőgép üzemeltetője a Gatwicken, miután két McDonnell Douglas DC–10 típusú, szélestörzsű, háromhajtóműves gépet állított forgalomba. A légitársaság tovább bővítette a DC–10-es flottáját nagyobb hatótávolságú változatokkal, mígnem már 30 darab volt a tulajdonában. 1977. szeptember 26-án ezzel megszületett az első napi rendszerességgel közlekedő távolsági járat Gatwick és New York-i JFK között. A járat extra szolgáltatásokat nem nyújtott, így ételt sem szolgáltak fel rajta.
A British Caledonian légitársaság is bevezette a DC–10 típusú, széles törzsű gépeit 1977-ben. A flotta ezen kívül tartalmazott még pár darab Boeing 747–200 típusú gépet is, az első Jumbo Jet 1982-ben került a tulajdonába. A repülőtér fejlődésében további fontos szerepet játszottak a Dan-Air és Air Europe légitársaságok egészen az 1990-es évek elejéig.

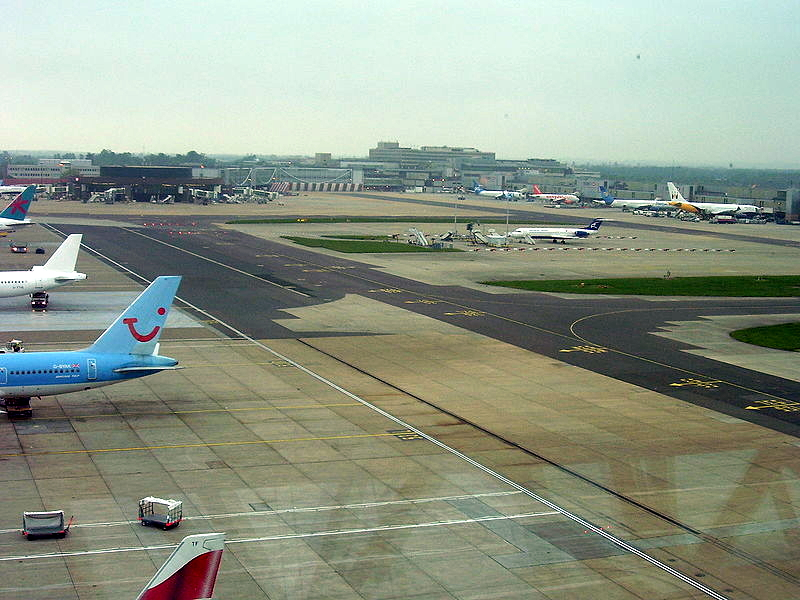
A repülőtér látképe a 2001-ben épült gyalogoshídról (háttérben a Déli-Terminál)

1987 áprilisra a Gatwick megelőzte a New York-i JFK repülőteret utasforgalom tekintetében, így a világ második legforgalmasabb reptere lett 15,86 millió utas kiszolgálásával, amely 100 000-rel haladta meg a JFK adatait. Az 1970-es évektől az utasszám egyenletesen emelkedett a Gatwicken az állami támogatásoknak köszönhetően, melyek a repülőtér fejlesztését segítették. Ezek között volt például az a megállapodás, ami London és az Ibériai-félsziget közötti járatok áthelyezését írta elő a Heathrow repülőtérről, és az új légitársaságokat, amelyek új járat indítását tervezték Londonból arra kötelezte, hogy a Gatwick-kel szerződjenek a Heathrow helyett.
1978. április 1-jétől ez utóbbi szabályozás London Air Traffic Distribution Rules („London Légiforgalmi Elosztási Szabályzás”) néven lépett hatályba, azonban már egy évvel korábban átültették a gyakorlatba. Ezeket az intézkedéseket annak érdekében hozták, hogy igazságosabb legyen London légterében a forgalom megoszlása Gatwick és Heathrow, azaz az Egyesült Királyság két legnagyobb nemzetközi repülőtere között. Az intézkedések másodlagos célja az volt, hogy fellendítsék a Gatwick kihasználtságát és ezzel profitot termeljenek. Ugyancsak támogató jellegű lépés volt, amikor a kormány engedélyt adott a két repülőtér közötti nagy gyakoriságú helikopter-taxi közlekedjen. 1978. június 9-én tették hivatalossá ezt az engedélyt.
Ahogy az utasszám növekedett egy kerek terminálszárny épült 1983-ban, amelyben felszerelték az Egyesült Királyság első automata utasmozgató rendszerét (ezt később mozgójárda váltotta fel). 1984-re készült el a repülőtéri irányítótorony. Ugyanebben az évben indult a London Victoria pályaudvar és Gatwick közötti transzfer-vonat közbeiktatott megállók nélkül. Nagyobb kapacitásra volt szükség, ezért újabb terminál megépítését fontolgatták.

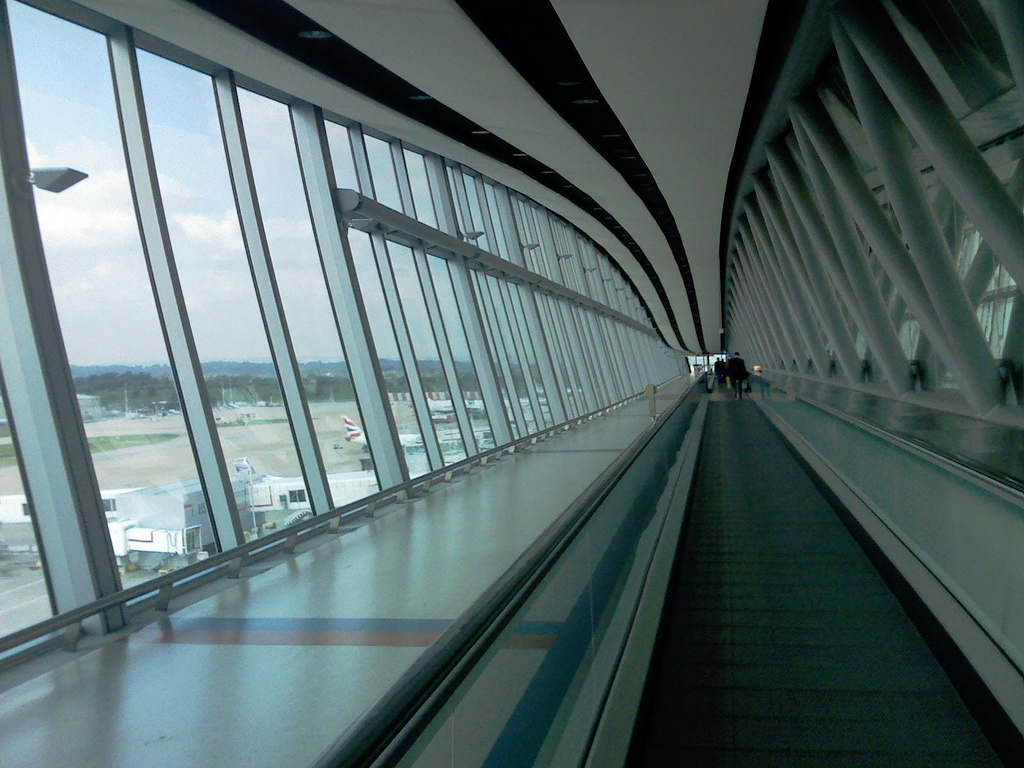
A 2001-ben átadott gyalogoshíd belseje mozgójárdával

Végül megkezdődött a North Terminal (északi terminál) építése, mely egyben a legnagyobb horderejű beruházás volt Londontól délre az 1980-as években a maga 260 millió fontos összegével. 1988. március 18-án az újonnan épült terminált maga a királynő adta át. 1991-ben az új terminál egy második terminálszárnyat is kapott. 1994-ben az északi terminál nemzetközi indulási csarnokát megnyitották, így az épület 75 000 négyzetméter területen szolgálja ki az utasokat.
A két terminált egy RTTS (Rapid Track Transit System) automata tranzitvasút köti össze, amely 2009 novemberében átalakítási munkák miatt nem üzemelt.
2001-ben az északi terminál bővítése befejeződött, majd négy évvel később egy 110 millió fontos beruházás keretében újabb terminálszárnyat szereltek fel (6-os számú móló), amelyhez 11 db repülőgép tud közvetlenül beállni érkezés után. Felépült a világ eddigi legnagyobb gyalogoshídja a terminálépület és a móló között mozgójárdával, melyről páratlan kilátás nyílik a repülőtérre és a felszállásra sorakozó repülőgépekre.
2000-ben a déli terminál nagyszabású bővítési projektjével elkészült az új indulási csarnok. 2005-ben a csomagátvételi csarnokot is felújították, méretét pedig megduplázták az eredetihez képest. 2008-ban az indulási csarnokot tovább kellett bővíteni, mellyel a reptéri biztonsági szolgálat új csomagvizsgáló teret kapott a második emeleten, így a déli terminál belterülete nagyjából 120 000 négyzetméter lett. Ezt a terminált elsősorban a fapados járatok kiszolgálására használják, a korábbi légitársaságok átköltöztek az északi terminálba.
2009. október 12-én a Qatar Airways napi rendszerességgel közlekedő, QR076 számú Gatwick–Doha járata lett az első, amely tiszta kerozin helyett földgázzal kevert tüzelőanyaggal üzemelteti gépeit. Az Airbus A340–600HGW típusú repülőgép a 6 órás utat cseppfolyósított földgáz és hagyományos petróleum eredetű kerozin 50–50%-os elegyű üzemanyaggal teszi meg, melyet a Shell fejlesztett ki környezetvédelmi megfontolásból.
Gatwick történetében egy 43 éves (1966-2009) korszak lezárult, amikor 2008. szeptember 17-én az akkori tulajdonos (BAA, British Airports Authority) bejelentette a repülőtér értékesítését. Az ügyletre a brit versenybizottság (Competition Comission) aggályai miatt került sor, akik megállapították, hogy a BAA a meglévő repülőtereivel túlzott piaci előnyt élvez a londoni és délkelet-angliai régióban. A vételi egyezményt 2009. október 21-én hozták nyilvánosságra, mely szerint - a légiközlekedési piacon már jól ismert Global Infrastructure Partners, az Edinburgh-i, valamint a London City Airport többségi tulajdonosa vette meg a tulajdoni és üzemeltetési jogokat 1,5 milliárd fontért.

## A Gatwick napjainkban

### Létesítmények

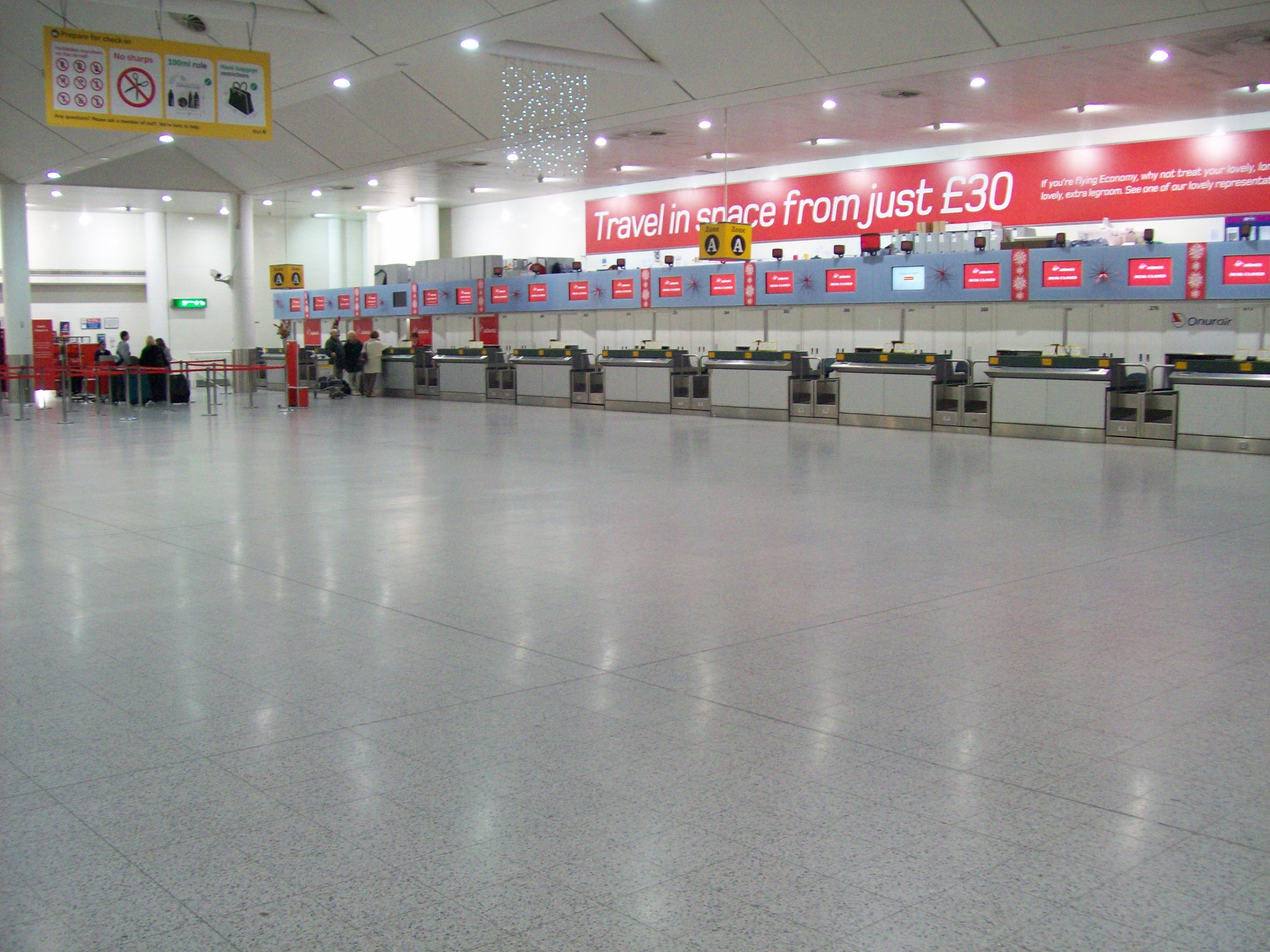
A Déli-Terminál check-in pultsora

A repülőtérnek két terminálja van: Északi és Déli. Mindkettőben található számos étterem és üzlet mind a „steril” zónában (ahová csak úti okmány és csomagvizsgálatot követően lehet bejutni), mind pedig a szabad zónában.
Létrehoztak olyan helyiségeket, ahol a kismamák etethetik gyermekeiket, illetve tisztába tehetik őket, továbbá van játszószoba és videojátékokkal felszerelt szoba a gyermekeknek.
Az üzleti utasok számára rendelkezésre áll business-váró.
2008. május 31-én a Virgin Holidays megnyitotta a V Room nevű helyiségét, amely kifejezetten a nyaraló utasok kényelmére készült a Gatwick-en elsőként. A helyiséggel a Virgin Holidays utasainak kedveskednek Orlando, Las Vegas vagy a Karib-szigetek felé induló Virgin Atlantic Airways járatukra való felszállás előtt. Ezen kívül a repülőtér épületében található még konferencia- és üzleti központ, továbbá szállodák az exkluzív szolgáltatásútól egészen a kapszulahotelig. Berendeztek kápolnákat az Anglikán-, a Katolikus- és a Szabadegyház híveinek és mindkét terminálon egy-egy termet, ahol bármely vallás hívei imádkozhatnak. A kápolnákban napi egy szertartást celebrálnak.

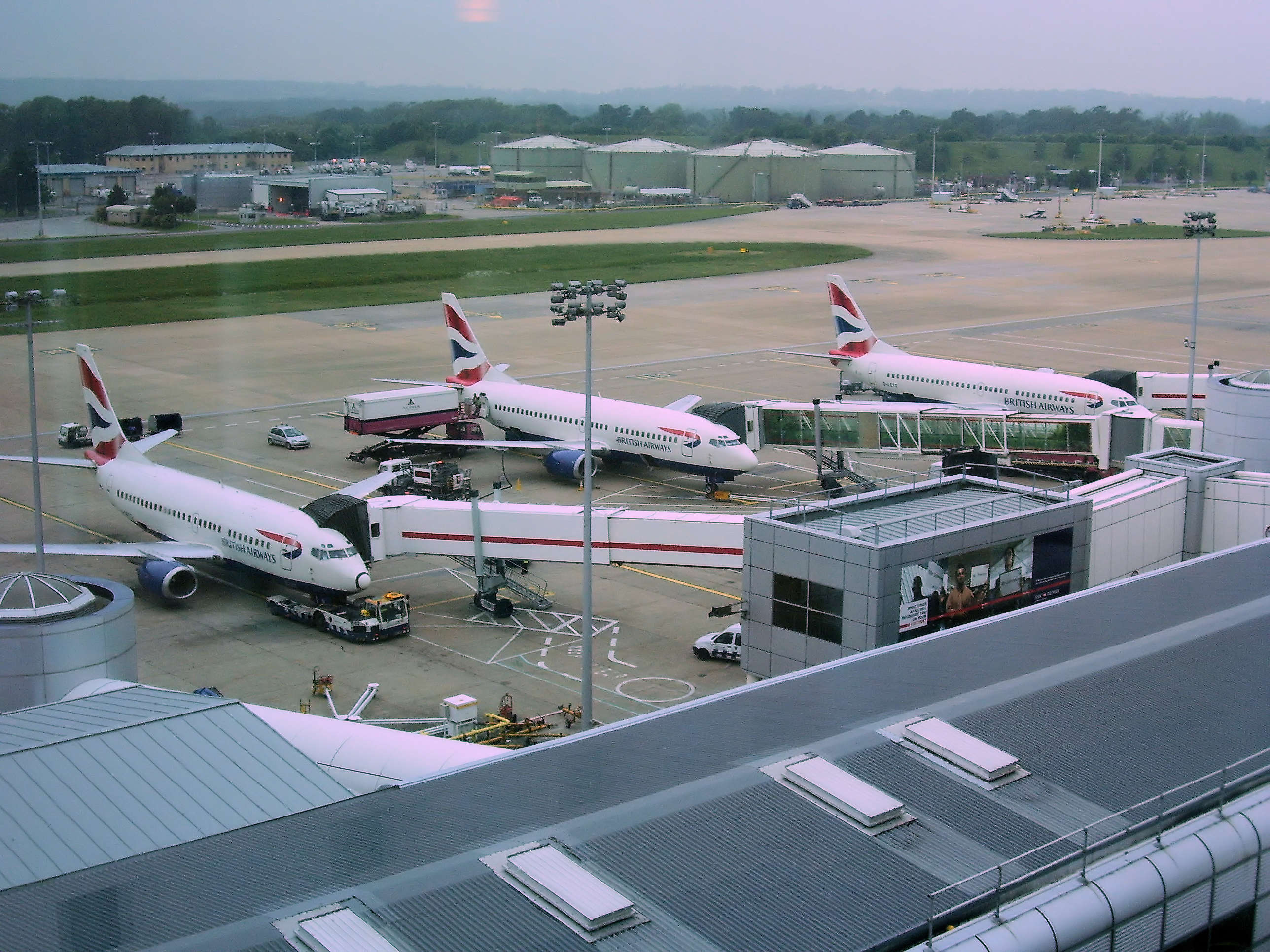
Az Északi-Terminál 5-ös mólója British Airways gépekkel

### Főbb légitársaságok
A British Airways és az EasyJet a Gatwick két domináns légitársasága. 2007-ben a BA 25%, míg az EasyJet 17%-át birtokolta a szerződéses időréseknek. Az EasyJet időrései később emelkedtek, amelyet megosztottan használt a BA franchise járatával, a GB Airways-el.
2008 márciusában a GB Airways felvásárlásával az EasyJet az időrések 29%-át tudhatta magáénak, így a repülőtér legnagyobb rövidtávú-járat-üzemeltetője lett, 6%-kal megelőzve a BA-t.
- 2008 áprilisában útvonalait figyelembe véve is dobogós helyet szerzett, hiszen 62 európai úticéljával a Gatwick legnagyobb légitársaság lett, a helyezését pedig a következő egy évben megerősítette, amikor úticéljainak száma 72-re emelkedett

Az EasyJet évi 10 milliós utasforgalmával a Gatwick forgalmának 30%-át adja.
Ugyanakkor a transzatlanti járatok csökkenteni kezdték járataik számát az Európai Unió és az Egyesült Államok között létrejött Nyitott Égbolt Megállapodás (Open Skies Agreement) révén.
2009. május 3. után a Continental Airlines volt a második legnagyobb légitársaság - az American Airlines után -, amely kivonult Gatwickről azt követően, hogy a clevelandi járatát áthelyezte a Heathrow 3-as Termináljába. A Continental később egyesült a United légitársasággal.
Ezzel, valamint a Zoom, XL Airways UK és a Sterling társaságok csődjével felszabadult időréseket megkapták az EasyJet, Flybe, Norwegian és a Ryanair légitársaságok.
2008 végére az EasyJet által birtokolt időrések aránya elérte a 26%-ot, míg a repülőtér harmadik időrés-birtoklója a Flybe lett a maga 9%-ával és egyben a leggyorsabban növekvő légitársaság. A CAA 2009 április/májusi felmérése szerint a belföldi utasok sokkal többen választották a Flybe szolgáltatásait április hónapban, mint bármely más légitársaságét.
A British Airways időrés aránya a 2001-es 40% csúcshoz képest 2009 nyarára 50%-kal esett vissza, így az 20% lett.

### Üzemeltetés

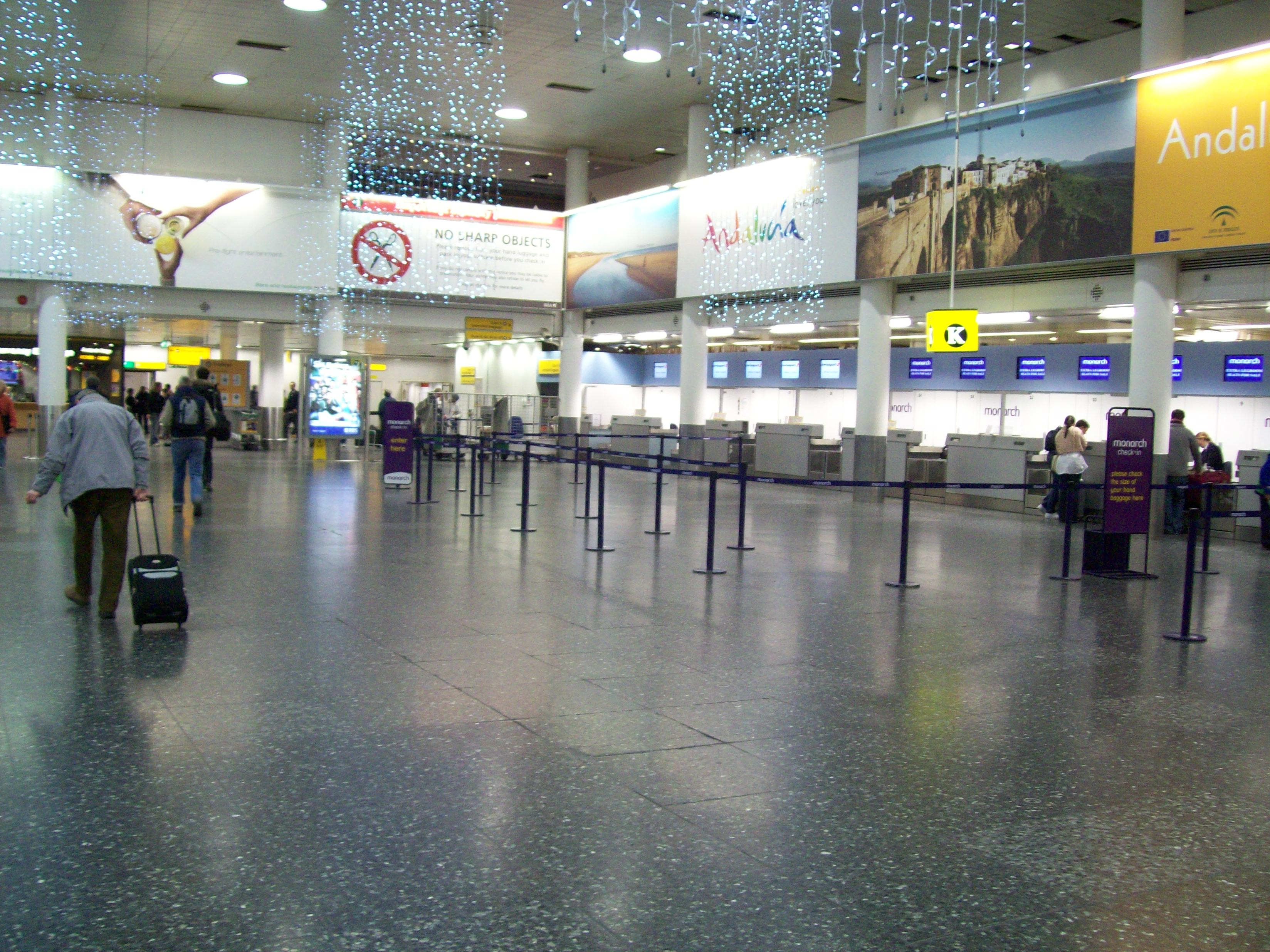
A Déli-Terminal check-in csarnoka

Gatwick egy-kifutópályás repülőtér. Valójában két kifutópályával rendelkezik, azonban az északi 08L/26R számú kifutópálya csak akkor használható, amikor a fő kifutópálya (08R/26L) baleset vagy karbantartás miatt lezárás alatt van. A két kifutópálya egyszerre nem használható, mert nincs elég távolság köztük, ezért az északi kifutópálya gurulóútként szolgál normál üzemidő alatt. Körülbelül negyedórát vesz igénybe a forgalmat átterelni egyik kifutópályáról a másikra karbantartás esetén.
A fő kifutópálya ún. III-as kategóriájú ILS rendszerrel működik. Az északi kifutópályán nincs kiépített ILS rendszer, ezért leszálláskor a repülőgépek DME távolság-meghatározó rendszer, az irányítótorony felügyeleti radaros segítsége és műholdas navigációs rendszer alapján landolnak.
Az éjszakai járatokra szigorú szabályok vonatkoznak. Este 11 és reggel 7 óra között a leghangosabb repülőgépek (QC/8 és QC/16-os besorolás) nem közlekedhetnek. Ráadásul este 11:30 és reggel 6 óra között három limit érvényes:
- a közlekedő járatok számát maximálták
- hangkibocsátási kvótát kaptak a légitársaságok, amely maximálja az egy éjszaka alatt – a repülőgépek által – kibocsátott hang mennyiségét, viszont engedélyezi az üzemeltető társaságoknak, hogy kevesebb hangos gépet, vagy sok több alacsony hangkibocsátásút indítsanak/fogadjanak
- QC/4 besorolású repülőgép nem szállhat fel, vagy le éjszaka (ilyen besorolású pl. a Boeing 747-400 felszálláskor)

### Biztonság
A repülőtér rendvédelmét a Sussex megyei rendőrség Gatwick körzeti egysége látja el.
Az egység hatásköre a repülőtér egészére (beleértve a repülőgépeket is), ezen kívül bizonyos körülmények esetén a levegőben tartózkodó gépekre is kiterjed. Az egységet 150 rendőrtiszt alkotja, akik lehetnek fegyveres rendőrtisztek, fegyver nélküli tisztek, vagy ún. Community Support Officer (polgárőri feladatkör, rendőri hatáskör) a kisebb szabálysértések felderítéséhez. A Gatwick légvédelmét hordozható légvédelmi rakétarendszerrel látják el járőrszolgálattal a repülőtéren és környékén. Egy speciális egységnek a járművek igazoltatása a feladata a reptér környékén.
2009. március 18-án Jacqui Smith belügyminiszter-asszony megnyitotta a bevándorlási hivatal Brook House nevű elkülönítő intézményét, ahol az illegális bevándorlókat tartják, amíg a kiutasításuk körüli adminisztratív folyamat lezajlik.

## Közlekedés

### Gépkocsival
A repülőtérről bekötőút vezet a másfél kilométerre, Keletre lévő M23 jelű autópályához (9A lehajtó). Az autópálya belecsatlakozik a Londont körülölelő M25 gyorsforgalmi útba, amely 14 km-re található Gatwicktől Északra. Az M25 körgyűrűn könnyen el lehet jutni Nagy-Londonban bárhová, illetve a Délkeleti régióba.
A reptéri autósforgalom elsősorban az M23 jelű autópályát használja.
Az A23 jelű országút is Gatwickre vezet, melyen Északról Horley és Redhill, míg Délről Crawley és Brighton városok érhetők el. Az A217-es út északi irányban Reigate kisváros közelíthető meg.
Gatwick rendelkezik rövid- és hosszútávú parkolókkal mind a repülőtér területén, mind pedig azon kívül, bár utóbbi nyáron gyakran telített.

### Vonattal

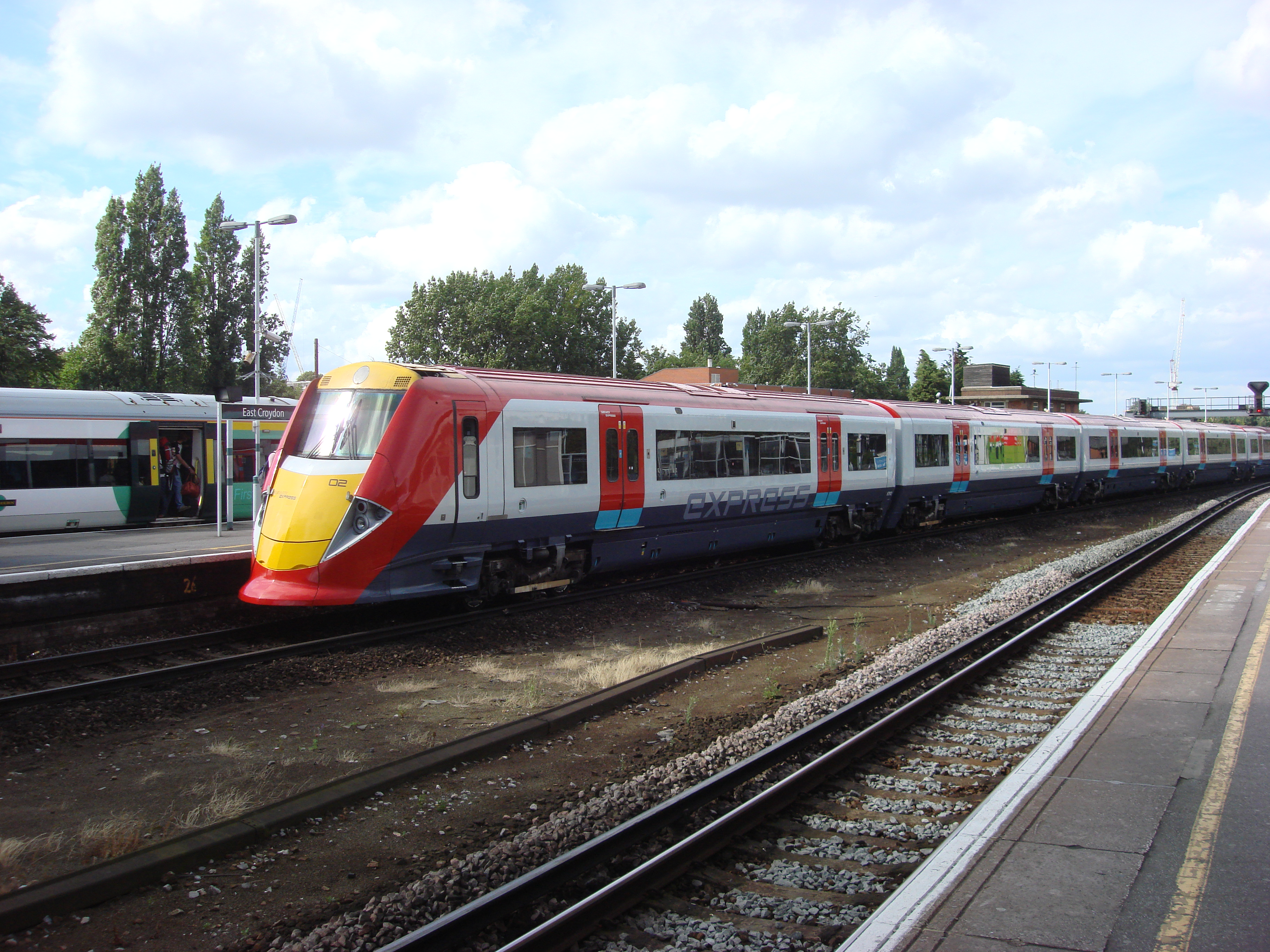
Gatwick Express

A Gatwick Airport vasútállomás közvetlenül a Déli-Terminál mellett található és közvetlen kapcsolatot teremt a brightoni fővonallal, melyen Északon London (Victoria és London Bridge pályaudvarok), Délen pedig Brighton és Worthing városok érhetők el.
Gatwick Express a Victoria pályaudvarra a legismertebb járat, azonban más társaságok vonatai is közlekednek erre, mint például a Southern, First Capital Connect és First Great Western. A First Capital Connect vonataival a Luton repülőtér átszállás nélkül elérhető, míg a First Great Western vonatokkal elsősorban Anglia nyugati területeire lehet eljutni Oxfordon és Readingen át.

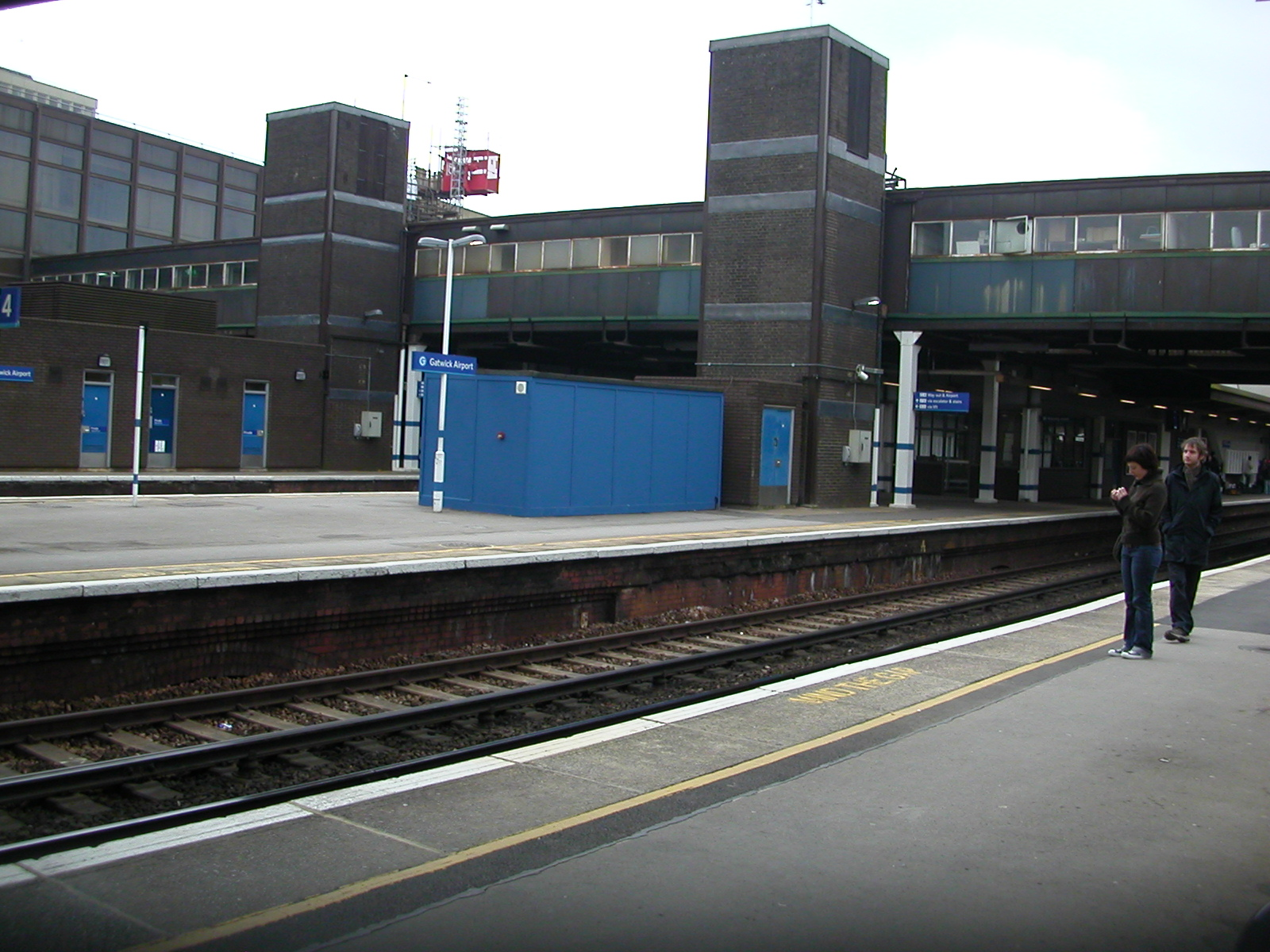
A Gatwick vasútállomás látképe

Gyalogos utasok a Heathrow repülőtérre East Croydon állomástól az X26 jelű express busszal juthatnak el.

### Autóbusszal
A National Express távolsági autóbuszai a Heathrow- és Stansted repülőterekre, valamint országszerte szinte bárhova üzemeltetnek járatokat Gatwickről. Oxfordba közvetlen járat visz az Oxford Bus Company jóvoltából. Az EasyBus társaság (az EasyJet testvérvállalata) minibuszokat közlekedtet London, Victoria pályaudvarra. A National Express Dot2Dot márkanevű minibuszai 2008 óta nem közlekednek.
A helyi autóbuszjáratokkal mind a Déli-, mind pedig az Északi-Terminálból elérhető a környékbeli Crawley, Horely, Redhill és Horsham, valamint más települések. A járatokat a Metrobus és Fastway társaságok üzemeltetik. Ezek a gyorsjáratok, amelyek egy adott városon kívülre is közlekednek, elsők voltak a maguk nemében.
A Déli-Terminál épületéből és a vonatállomásról két lépcsősor vezet a buszok parkolóhelyeihez. A terminálból az „L” zónából vezet lépcső (a bicikliút mellett), míg a vonatállomáson földre festett jelzés ad útbaigazítást (Exit Q és Exit P).

### Kerékpárral
Az országos bicikliút-hálózat 21-es számú útja vezet a Déli-Terminál épülete alatt, melyen északi irányban Horley, míg déli irányban Three Bridges és Crawley városok érhetők el. Lifttel lehet a terminál épületéből az utcaszintet elérni (jelzés: Lift to Cycle Route) az „L” zóna közelében.

### A terminálok közötti transzfer
Az Északi- és Déli-Terminál között átmenetileg ingyenes buszjárat közlekedik, amíg a korábbi tranzit-vonatot felújítják. A tranzit-vonat egy három kocsiból álló automata egység, amely egy ¾-mérföld távolságú magasvasút-pályán halad. A vonalat két vonat szolgálja ki, melyek 1987 óta üzemelnek, és ez alatt 2,5 millió mérföld utat tettek meg összesen. 2009 szeptemberében kivonták őket a forgalomból, így lehetőség van a pálya felújítására, melynek becsült összege 45 millió font. A munkálatok tervezett befejezési ideje 2010. augusztus.

## Terminálok és úticélok
Északi és Déli Terminálok járatai
| Légitársaság                   | Célállomás(ok) | Terminál |
| ------------------------------ | --- | -------- |
| Adria Airways                  | Ljubljana (nyári charter) | Észak    |
| Aegean Airlines                | Athén | Dél      |
| Aer Lingus                     | Belfast, Dublin, Knock | Dél      |
| Afriqiyah Airways              | Tripoli | Dél      |
| Air Arabia Maroc               | Casablanca, Tanger | Dél      |
| airBaltic                      | Riga | Dél      |
| Air China                      | Peking | Észak    |
| Air Europa                     | Madrid | Dél      |
| Air Malta                      | Málta | Dél      |
| Air Transat                    | Toronto Szezonális: Calgary, Edmonton, Halifax, Montréal, Ottawa, Vancouver | Dél      |
| Air Zimbabwe                   | Harare | Dél      |
| Atlantic Airways               | Szezonális: Vágar | Dél      |
| Aurigny Air Services           | Guernsey | Dél      |
| Belavia                        | Minszk | Dél      |
| BH Air                         | Szezonális Charter: Burgasz, Szófia, Várna | Dél      |
| British Airways                | Algír, Alicante, Amszterdam, Antigua, Barcelona, Barbados, Bermuda, Bordeaux, Cancún, Colombo, Dubrovnik, Edinburgh, Faro, Genova, Glasgow, Grenada, Jersey, Kingston, Lárnaka, Lanzarote, Las Vegas, Málaga, Malé, Marrákes, Mauritius, Nápoly, Nizza, Orlando, Port of Spain, Punta Cana, Róma, St Kitts, St Lucia, Salzburg, Tampa, Tenerife, Tirana, Tobago, Tunisz, Torino, Velence, Verona Nyári Szezonális: Bari, Catania, Ibiza, Páfosz, Pisa, Szaloniki Téli szezonális: Genf, Innsbruck | Észak    |
| Bulgaria Air                   | Szezonális: Várna | Dél      |
| Caribbean Airlines             | Port of Spain | Dél      |
| Croatia Airlines               | Szezonális: Split | Dél      |
| EasyJet                        | Aberdeen, Alicante, Ammán, Amszterdam, Antalya, Barcelona, Bázel, Belfast, Bologna, Bukarest, Budapest, Catania, Düsseldorf, Edinburgh, Faro, Fuerteventura, Genf, Gibraltár, Glasgow, Gran Canaria, Gurdaka, Innsbruck, Jersey, Inverness, Man-sziget, Izmir, Krakkó, Lanzarote, Larnaca, Lisszabon, Luxor, Lyon, Málaga, Málta, Marrákes, Moscow-Domogyedovó, Murcia, Nápoly, Nizza, Palma de Mallorca, Porto, Santiago de Compostela, Sarm es-Sejk, Szófia, Tallinn, Tenerife Nyári Szezonális: Bari, Bastia, Bodrum, Chania, Korfu, Dalaman, Ibiza, Kefalónia, Kosz, La Rochelle, Nantes, Rodosz, Split, Zákinthosz Téli Szezonális: Grenoble, Salzburg, Turin | Észak    |
| EasyJet                        | Agadir, Almería, Athén, Bergen, Berlin-Schönefeld, Bordeaux, Köln/Bonn, Koppenhága, Madeira, Hamburg, Luxembourg, Madrid, Marseille, Milánó-Linate, Milánó-Malpensa, Montpellier, München, Palermo, Páfosz, Pisa, Prága, Róma, Sevilla, Szaloniki, Toulouse, Valencia (Spanyolország), Velence, Verona, Bécs, Zágráb, Zürich Nyári Szezonális: Ajaccio, Biarritz, Dubrovnik, Iráklio, Kalamata, Menorca, Mükonosz, Olbia, Szantorini | Dél      |
| Emirates                       | Dubai | Észak    |
| Flybe                          | Belfast, Guernsey, Inverness, Man-sziget, Jersey, Newcastle upon Tyne, Newquay | Dél      |
| Freebird Airlines              | Dalaman | Dél      |
| Gambia Bird                    | Banjul, Freetown | Dél      |
| Germania                       | Erfurt, Pristina | Dél      |
| Hi Fly                         | Charter Sal, Ascension, Mount Pleasant, Antalya, Nizza | Dél      |
| Icelandair                     | Reykjavík | Észak    |
| Iraqi Airways                  | Bagdad | Dél      |
| Korean Air                     | Szöul | Észak    |
| Meridiana Airlines             | Olbia | Észak    |
| Montenegro Airlines            | Tivat, Podgorica | Dél      |
| Norwegian                      | Aalborg, Ålesund, Alicante, Barcelona, Bergen, Koppenhága, Faro, Fuerteventura, Göteborg, Gran Canaria, Helsinki, Lanzarote, Málaga, Nizza, Oslo, Sandefjordi Torp repülőtér, Palma de Mallorca, Róma-Fiumicino, Stavanger, Stockholm-Arlanda, Tenerife, Tromsø, Trondheim Szezonális: Dubrovnik, Ibiza, Split | Dél      |
| Nouvelair                      | Hammamet | Dél      |
| Onur Air                       | Dalaman, Oslo | Dél      |
| Orbest                         | Tenerife | Dél      |
| Pegasus                        | Antalya, Bodrum, Dalaman | Dél      |
| Royal Air Maroc                | Casablanca | Észak    |
| Ryanair                        | Santorini, Cork, Dublin, Kaunas, Sevilla, Shannon | Dél      |
| SATA International             | Ponta Delgada | Dél      |
| Small Planet Airlines          | Nyári Charter: Korfu, Chania, Faro, Iráklio, Kalamata, Kefalónia, Kosz, Lemnos, Preveza, Rodosz, Számosz, Santorini, Szkiátosz, Larnaca, Volosz | Dél      |
| SunExpress                     | İzmir | Dél      |
| Swiss International Air Lines  | Szezonális: Genf | Dél      |
| Syphax Airlines                | Enfidha | Dél      |
| TAP Portugal                   | Funchal, Lisszabon, Porto | Dél      |
| Thomas Cook Airlines           | Charter: Antalya, Bodrum, Cancún, Cayo Coco, Dalaman, Enfidha, Fuerteventura, Gran Canaria, Holguín, Hurghada, Izmir, Lanzarote, Montego Bay, Páfosz, Puerto Plata, Punta Cana, Sárm es-sejk, Tenerife Szezonális Charter: Acapulco, Agadir, Almería, Banjul, Barbados, Brescia, Burgasz, Korfu, Dzserba, Faro, Genf, Goa, Grenoble, Iráklio, Ibiza, Innsbruck, Lleida-Alguaire, Kalamata, Kefalónia, Kosz, Larnaca, Lemnosz, Luxor, Malta, Menorca, Nápoly, Olbia, Orlando, Palma de Mallorca, Preveza, Reus, Rhodosz, Rovaniemi, Salzburg, Santorini, Szkiáthosz, Szófia, Szaloniki, Turin, Varadero, Zákintosz | Dél      |
| Thomson Airways                | Agadir, Alicante, Antalya, Asszuán, Banjul, Boa Vista, Cancún, Dalaman, Fuerteventura, Funchal, Girona, Gran Canaria, Iráklio, Holguín, Lanzarote, La Romana, Luxor, Málaga, Malé, Malta, Marrákes, Marsa Alam, Mersa Matruh, Mauritius, Mombasa, Montego Bay, Orlando-Sanford, Palma de Mallorca, Páfosz, Puerto Plata, Puerto Vallarta, Phuket, Punta Cana, Szal, Santa Cruz de la Palma, Sárm es-Sejk, Tába, Tenerife, Varadero Szezonális: Acapulco, Alghero, Araxos, Aruba, Barbados, Bodrum, Burgasz, Catania, Chambery, Chania, Colombo, Korfu, Dubrovnik, Faro, Genf, Grenoble, Ibiza, Innsbruck, Ivalo, İzmir, Jerez, Kavala, Kefalónia, Kittilä, Kosz, Kuusamo, Lamezia Terme, \|Larnaca, Menorca, Mükonosz, Nápoly, Pisa, Plovdiv, Preveza, Póla, Reus, Rhodosz, Salzburg, Samosz, Santorini, Szkiáthosz, Szófia, Szaloniki, Tivat, Toulouse, Turin, Velence, Verona, Zákintosz | Észak    |
| Titan Airways                  | Chambery | Dél      |
| Transavia                      | Marrákes, Shannon | Dél      |
| Tunis Air                      | Hammamet | Dél      |
| Turkish Airlines               | Isztambul, Isztambul | Észak    |
| Ukraine International Airlines | Kijev | Észak    |
| Vietnam Airlines               | Hanoi, Ho Chi Minh City | Észak    |
| Virgin Atlantic Airways        | Antigua, Barbados, Cancún, Grenada, Havanna, Las Vegas, Montego Bay, Orlando, Szent Lucia, Tobago | Észak    |
| Vueling                        | Barcelona | Észak    |
| WOW air                        | Reykjavík, Tenerife | Dél      |

## Balesetek
- 1959.02.17-én a Turkish Airlines (Török Légitársaság) Vickers Viscount típusú gépe a leszállópálya megközelítésekor lezuhant a sűrű köd következtében Newdigate (Surrey megye) település közelében. A repülőgép néhány fának csapódott. A szerencsétlenségben huszonnégyen vesztették életüket. Adnan Menderes, török miniszterelnök a túlélők között volt.
- 1969.01.05-én az Ariana Afghan Airlines (Afgán légitársaság)Boeing 727-113C típusú, 701 számú járata Frankfurt-Rhein-Main repülőtérről Gatwickre tartó útja végén a rossz látási viszonyok miatt egy házra zuhant Fernhill területén, Horley kisváros közelében. A fékszárnyak - amelyek leszálláskor a repülési sebességet csökkentik - nem nyíltak ki. A balesetben a repülő 66 utasa, valamint a házban tartózkodó két személy életét vesztette.
- 1975.07.20-án a British Island Airways Handley Page Dart Herald típusú gépe Guernsey-szigetre tartó útjára való induláskor a kifutópályára visszaesett. A gép 760 métert gurult a kifutópályán, majd levegőbe emelkedett, a futóműveit behúzta, ugyanakkor 125 m siklás után a géptörzs újra aszfaltot ért. A 45 utas közül senki sem sérült meg.

## Galéria

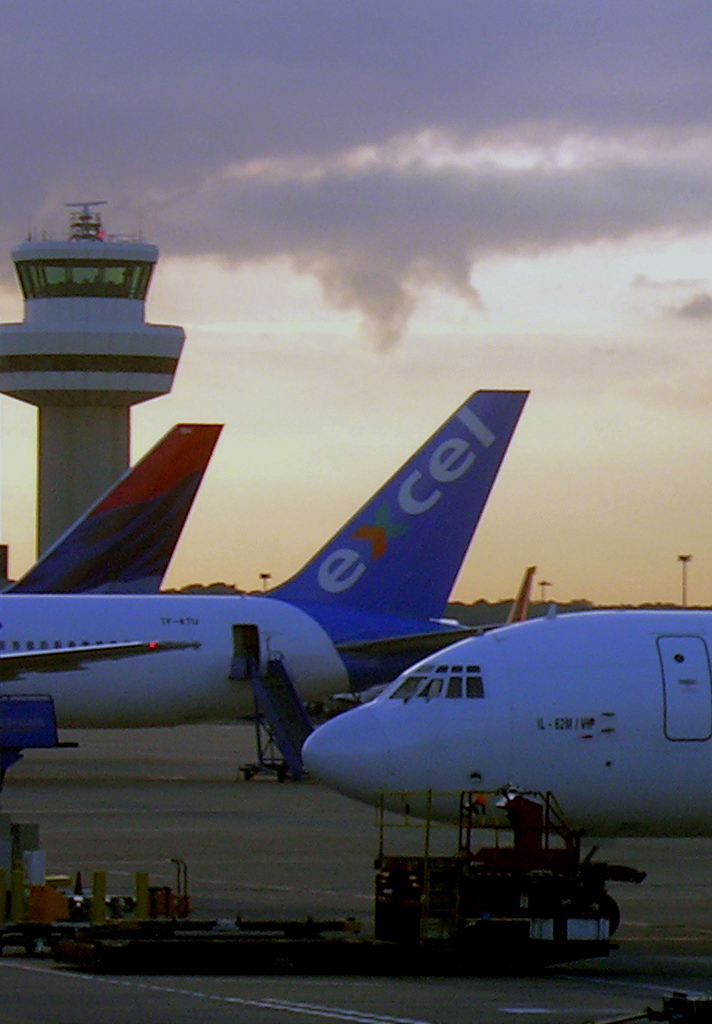
A repülőtér naplementében, háttérben az irányítótoronnyal.
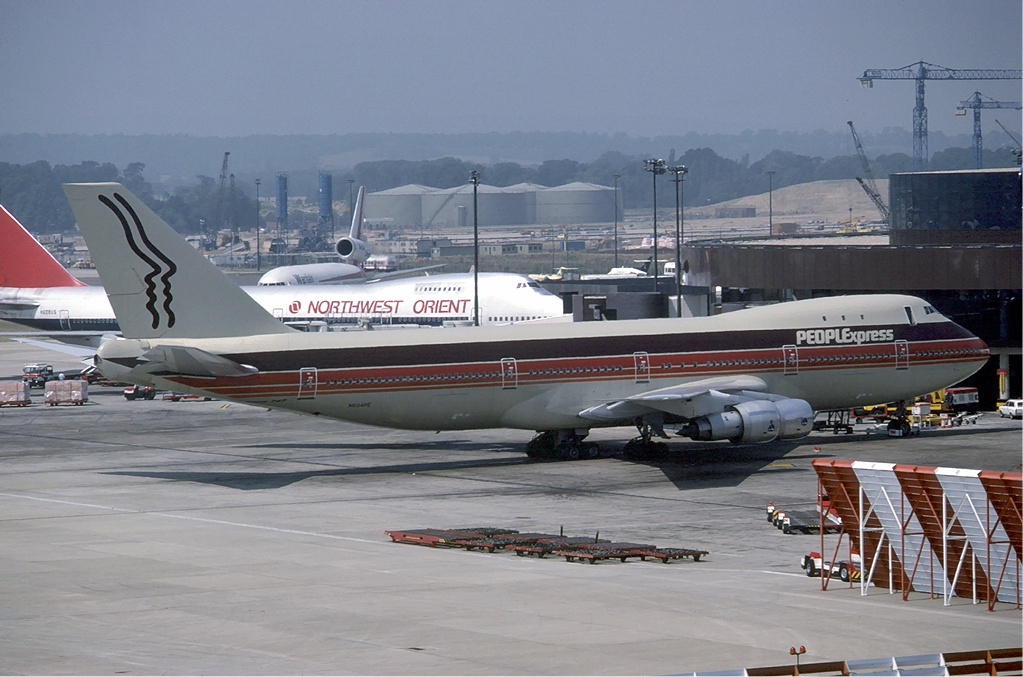
A People Express Jumboja a Déli-Terminálban, 1983-ban. Háttérben az Északi-Terminál épül.
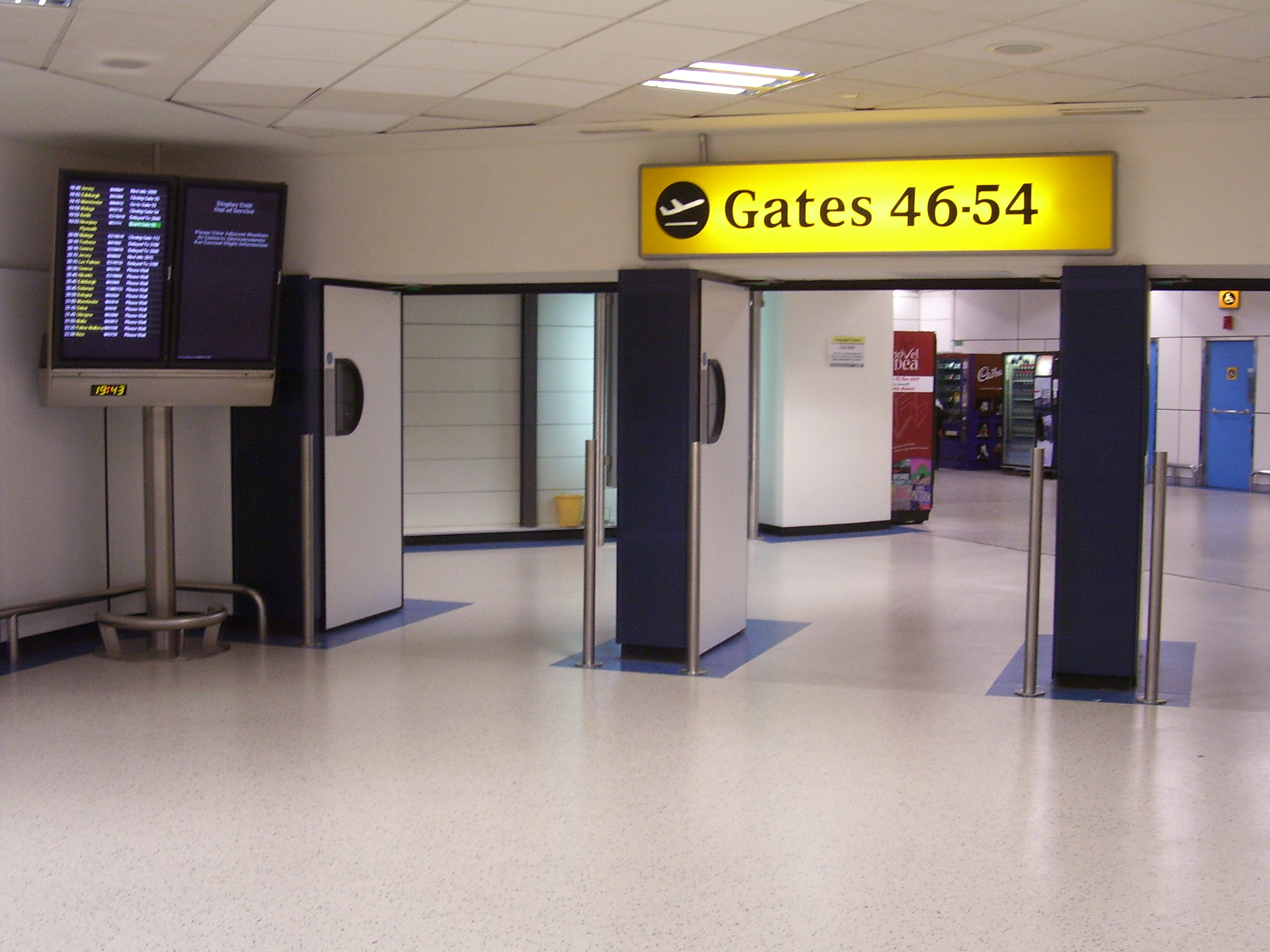
Északi-Terminál "steril" zónája. A felirat a 46-54 beszállókapukhoz mutatja az utat, míg a monitor az induló járatokat listázza.
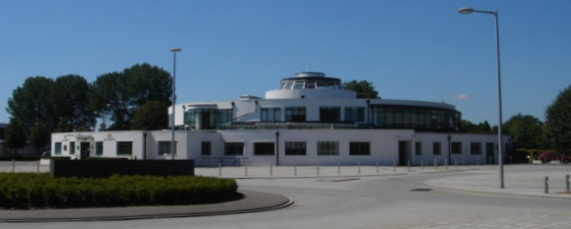
Az 1936-ban épült kör alakú terminál épülete.
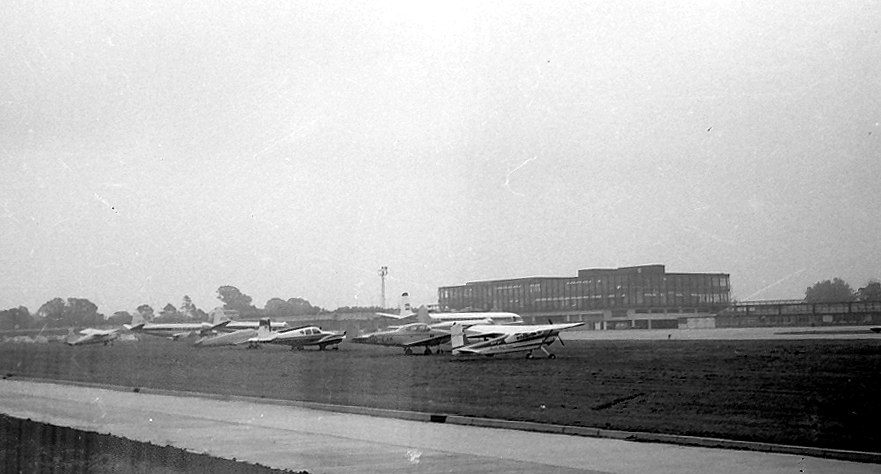
Gatwick 1960-ban
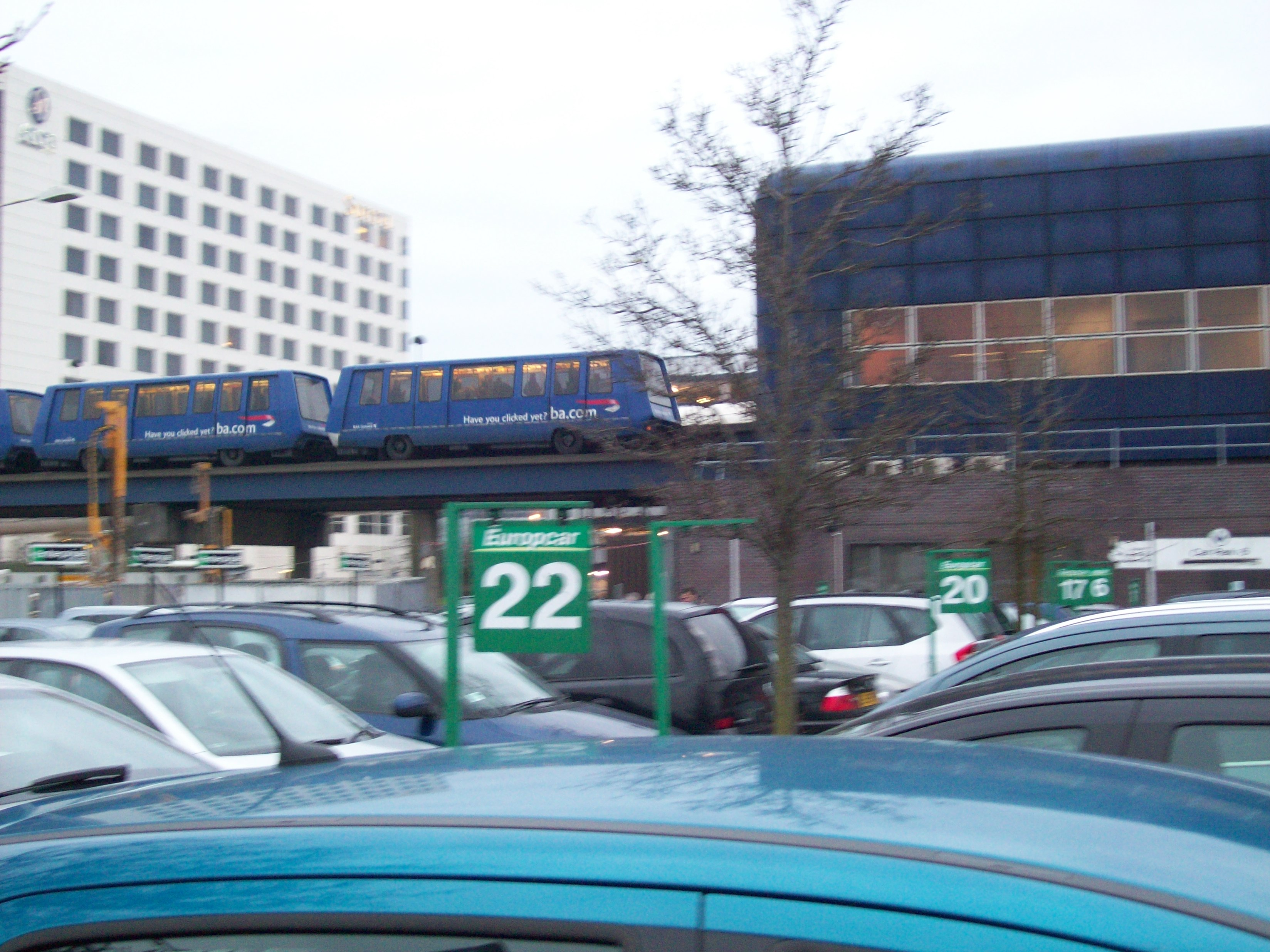
A tranzit-vonat elhagyja az Északi-Terminált.
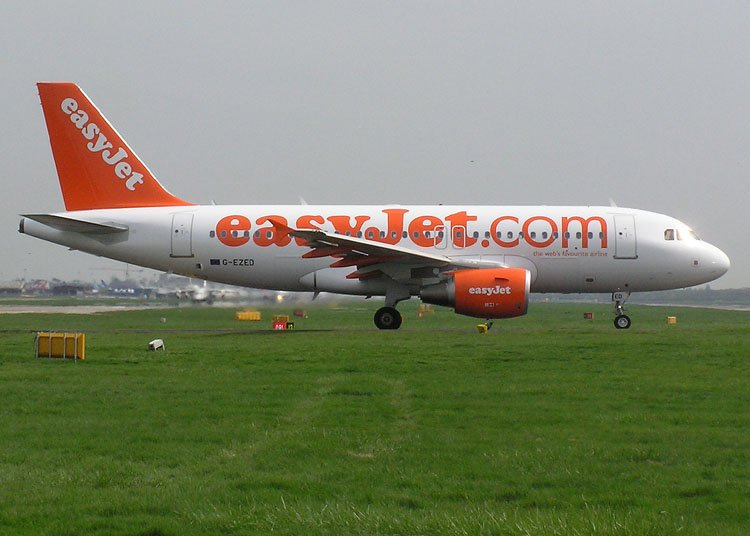
Egy EasyJet gép felszállási engedélyre vár.
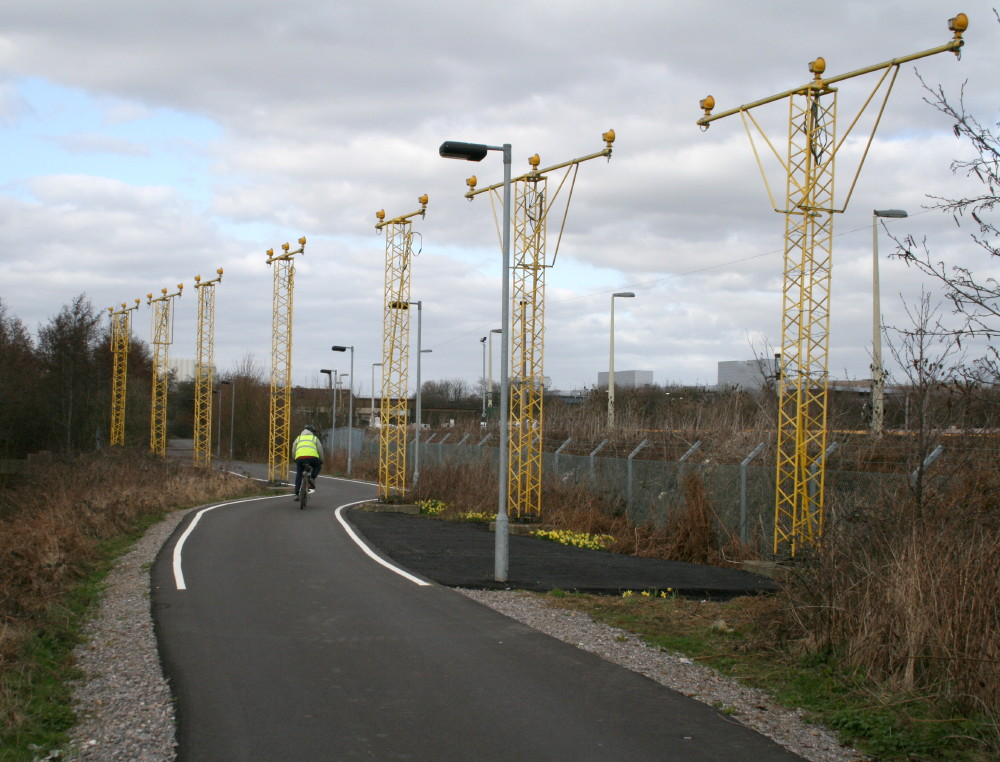
Az ILS leszállítórendszer fényoszlopai a futópálya végén.

## Fordítás
- Ez a szócikk részben vagy egészben  a   London Gatwick Airport című angol nyelvű Wikipédia-szócikk fordításán alapul.  Az eredeti cikk szerkesztőit annak laptörténete sorolja fel. Ez a jelzés csupán a megfogalmazás eredetét és a szerzői jogokat jelzi, nem szolgál a cikkben szereplő információk forrásmegjelöléseként.